# Poecilopeplus flavescens
Poecilopeplus flavescens là một loài bọ cánh cứng trong họ Cerambycidae.